# Korpys/Löffler
Korpys/Löffler ist das deutsche Künstlerduo Andree Korpys (* 1966 in Bremen) und Markus Löffler (* 1963 in Bremen).
Die Filmemacher sind Dozenten an der Hochschule für Künste Bremen.
Sie studierten Fotografie und Film an der Fachhochschule Bielefeld in und anschließend an der HfG/ZKM, Karlsruhe.
„Seit Anfang der neunziger Jahre befassen sich Andree Korpys und Markus Löffler mit der Frage, wie Wirklichkeit in medial vermittelten Bildern konstruiert und inszeniert wird.“ (Katharina Schniebs)
„Korpys/Löffler thematisieren in ihren Arbeiten die Frage, wie Geschichte durch mediale Vermittlungen erzählt, beziehungsweise überhaupt erst kreiert wird... Ihr spezifisches Interesse gilt den Nebenschauplätzen historisch-politischer Ereignisse, den Spezifika von Architektur, Design aber auch Atmosphären, persönlichen Erfahrungen und den beiläufigen Handlungen der Haupt- und Nebenakteure.“ (Annette Maechtel)

## Ausstellungen (Auswahl)
- 2007–2008: Wiener Secession[1]
- 2007: Edith-Ruß-Haus für Medienkunst, Oldenburg
- 2006: Kleines Seemannsheim für ausmontierte Seelen, Sprengel Museum Hannover
- Für ein Leben nach dem Tod, Meyer Riegger, Karlsruhe[2]
- 2004: unter Bildhauern, Wilhelm Lehmbruck Museum, Duisburg
- Münchenschlinge, Kunstraum München
- „The Nuclear Football“, Städtische Galerie Nordhorn
- 2000: Kunstverein Graz; Kunsthalle Nürnberg.

## Werke (Auswahl)
- "Transit, Camera obscura"[3]
- Gesang der Jünglinge (Kurzfilm)

## Preise und Auszeichnungen
- 2004: Rompreis Villa Massimo, Rom
- 2000: Kunstfonds Bonn
- 1999: Ars Viva, BDI
- 1997–98: Stipendium Akademie Schloß Solitude
- 1994: Bremer Förderpreis für Bildende Kunst